# Tokio Hotel
Tokio Hotel («Токийский отель») — немецкая поп-рок группа, образованная братьями Томом и Биллом Каулитцами в 2001 году в Магдебурге. Исполнители прославились ещё в подростковом возрасте сразу после выхода дебютного альбома. Впоследствии Tokio Hotel изменили звучание, добавив в свою музыку элементы электронной музыки.

## История
Коллектив был создан в 2001 году двумя братьями-близнецами из восточной Германии, Биллом и Томом Каулитцами. Посмотрев на выступление дуэта братьев, к ним присоединились басист Георг Листинг и ударник Густав Шефер. На момент образования коллектива его участникам было от 12 до 14 лет.
Изначально группа называлась «Devilish». По выходным группа давала мини-концерты в местном клубе Магдебурга «Gröninger Bad». За время существования «Devilish» парни успели выпустить одноимённый альбом с собственными песнями. Не обращаясь в крупные фирмы, группа скопировала 300 дисков своего материала и продавала их на своих концертах. Сегодня этот альбом очень ценится среди коллекционеров — поклонников Tokio Hotel.
Билл Каулитц как солист принял участие в телешоу «Star Search» (аналог российской телепередачи «Утренняя звезда»), где дошёл до четвертьфинала с песней The Weather Girls «It’s Raining Men» (участие групп не было предусмотрено).
В 2003 году на очередном выступлении группы в «Gröninger Bad» парней заметил музыкальный продюсер Петер Хоффман. Хоффман и его команда продюсировали таких исполнителей как The Doors, Mötley Crüe, Falco, The Corrs, Faith Hill, Lollipops, а также Сара Брайтман, Патрик Нуо, Марианна Розенберг.
Петер Хоффман: "Когда я услышал этих ребят, моей первой мыслью было: «Разрази меня гром, их ждет потрясающий успех!»
Хоффман пригласил группу в свою студию. Там он представил парням будущую продюсерскую группу, с которой они будут работать все последующие годы. Среди них Патрик Бенцнер, Дэйв Рот, Дэвид Йост. Он же сменил название Devilish на Tokio Hotel.
Всей командой они создали пятнадцать песен, двенадцать из них отобрали для будущего альбома. 15 августа 2005 года вышел первый сингл группы «Durch den Monsun». Также была записана японская версия этой песни «Monsun o koete».
С группой подписал контракт лейбл «Sony BMG. Видео на дебютный сингл Durch den Monsun» (с нем. — «сквозь муссон») попало на немецкие телеканалы в августе. После выхода клипа у группы сразу же появилось множество фанатов и поклонников. Сингл начал свой путь по немецким музыкальным чартам 20-го августа с 15 места, и уже 26-го достиг 1-й ступеньки. Этот сингл также добился первого места в австрийских музыкальных хит-парадах.
С самого начала своей карьеры группа заручилась поддержкой германской редакции молодёжного журнала BRAVO. Журнал разместил группу на обложке ещё до выхода на прилавки их первого сингла. Инициатором этого стал заместитель главного редактора Алекс Гернандт: «Песни этой четверки потрясают, ребята классные».
Второе видео группы, «Schrei» (с нем. — «кричи»), находилось на первом месте во всех европейских хит-парадах. Группа выпустила альбом «Schrei» в сентябре.
В начале 2006 года вышло третье видео «Rette mich» (с нем. — «Спаси меня»). Эта версия песни отличалась от оригинальной версии с первого альбома из-за ломающегося голоса Билла и некоторых инструментальных изменений. Клип на композицию «Rette mich» быстро достиг 1-го места.
11 марта 2006 года ребятам была вручена премия König Pilsener Arena в Оберхаузене. Они получили её после концерта (при аншлаге) на глазах у 11 600 зрителей. Такая награда всегда доставалась только суперзвездам, таким как Пол Маккартни, Карлос Сантана, Кайли Миноуг, Уитни Хьюстон. Теперь наступила очередь новичков из Tokio Hotel.
К июню 2006 года было продано более 400.000 альбомов, более 100.000 DVD, и как минимум 200.000 билетов на концерты. К этому времени Tokio Hotel успели появиться на обложке BRAVO 13 раз.
Второй студийный альбом «Schrei — so laut du kannst» вышел в марте. Выпуск был обусловлен изменениями в голосе Билла и вышел с тремя новыми песнями — «Schwarz», «Beichte», «Thema nr. 1». В сентябре группа выпустила четвёртый сингл с альбома «Schrei» — «Der letzte Tag» (с нем. — «Последний день»). Эта песня также взобралась на самую верхнюю ступеньку в хит-парадах, хотя в это же время появились новые диски у таких гигантов как Bon Jovi и Rolling Stones.
18 ноября 2006 группа дала концерт в Москве. Это было одно из первых выступлений вне Германии, и этот первый опыт показал, что музыканты пользуются популярностью по всему миру.
3 апреля 2007 года стартовал тур в поддержку третьего студийного альбома «Zimmer 483» (нем. Комната 483). За полтора месяца музыканты дали 20 аншлаговых концертов по всей Европе (Германия, Франция, Австрия, Польша, Венгрия, Швейцария). Также они приехали на вручение музыкальной премии Муз-ТВ в Москву и дали концерт в Санкт-Петербурге. После чего получили международную премию «Blaizer award» 2007.
В начале июня вышел англоязычный альбом «Scream» (с англ. — «крик») и несколько синглов к нему. С этим альбомом группа начинает завоевание Англии, Италии, Испании и Америки.
В конце сентября музыканты дали самый большой сольный концерт в истории группы, на котором присутствовало более 17 тысяч поклонников. В октябре группа дала 12 концертов во Франции — билеты были распроданы за первые несколько дней. В тур входили также концерты в Нидерландах, Бельгии, Италии, Израиле. 4 ноября состоялся заключительный концерт тура в Германии в Эссене.
В марте 2008 Билл заболел ларингитом, из-за чего пришлось отменить несколько концертов. 30 марта была успешно проведена операция по удалению кисты с голосовых связок.
1 ноября 2007 года группа получила приз MTV Europe Music Awards в номинации Best International Act. «7 сентября 2008 года группа стала лауреатом MTV Video Music Awards в номинации Лучший дебют» с песней «Ready, Set, Go!». 6 ноября 2008 года группа получила приз MTV Europe Music Awards 2008 года в номинации Headliner. 5 ноября 2009 года на MTV Europe Music Awards группа победила в номинации Best Group.
2 октября 2009 год вышел четвёртый студийный альбом «Humanoid». На нём звучание Tokio Hotel изменилось в сторону синтипопа, музыканты привнесли больше электроники в аранжировку песен, но альбом не приобрел успех. В поддержку альбома прошёл тур «Welcome to the Humanoid-City». В начале мая 2010 группа посетила страны Азии: Сингапур, Малайзию и Тайвань. В декабре 2010 года они посетили столицу Японии в статусе звезд международного масштаба.
В июне 2011 года Tokio Hotel повторно посетили Москву, приехав на «Премию Муз-ТВ 2011» .
3 октября 2014 года состоялся релиз нового альбома «Kings of Suburbia». С 6 по 27 марта 2015 года прошла первая часть тура «Feel It All World Tour 2015» в поддержку новой пластинки. Первый концерт состоялся в Лондоне, завершилось турне в Варшаве. Тур продлился до конца 2015 года в ходе которого парни посетили страны Азии, Латинской Америки, Европы, США и многие города России.
За время своего существования группа сколотила мощную фан-базу. Фанаты группы год за годом одерживают победу в таких номинациях как «Лучшие фанаты» и «Самая большая фан-армия».
В конце мая 2016 года Билл Каулитц, в сотрудничестве со своим братом Томом Каулитц, выпустил свой первый сольный альбом «I’m Not OK».
В 2017 году Tokio Hotel выпустили документальный фильм «Tokio Hotel: Hinter die Welt» посвященный пути группы к славе и ее последствиям.
3 марта 2017 года состоялся релиз нового альбома группы Tokio Hotel под названием «Dream Machine», и буквально в этом же месяце группа отправилась в одноименное турне по странам Европы и городам России. После этого была запланирована часть турне с новым альбомом по США и Канаде в 2018 году, однако вскоре она была полностью отменена. В апреле 2018 года Tokio Hotel завершают одноименный тур в поддержку альбома «Dream Machine» концертами в Берлине и Москве.

## Участники
- Билл Каулитц – вокал
- Том Каулитц – гитара, клавишные, бэк-вокал, перкуссия
- Георг Листинг – бас-гитара, клавишные, перкуссия, бэк-вокал
- Густав Шефер – ударные, перкуссия, бэк-вокал

## Концертные туры
| Название                               | Период      |
| -------------------------------------- | ----------- |
| Schrei European Tour                   | 2005 — 2006 |
| Zimmer 483 European Tour               | 2007        |
| Tour 1000 Hotels. Europe + US + Mexico | 2008        |
| Humanoid City World Tour               | 2010        |
| Feel It All World Tour                 | 2015        |
| Dream Machine Tour                     | 2017 — 2018 |
| Melancholic paradise tour              | 2020        |
| Beyond the World Tour                  | 2023 — 2024 |
| The Tour                               | 2025        |
| Arena Tour                             | 2026        |

## Тексты
В некоторых своих песнях группа затрагивает острые социальные проблемы, такие как: наркомания (Песни «Stich ins Glück», «On the Edge», «Feel It All»), сиротство (Песни «Vergessene Kinder», «Forgotten Children»), суицид (Песни «Spring nicht», «Don’t Jump»). Тексты Tokio Hotel отражают мир чувств молодых людей. Солист Билл Каулитц рассказывает, что именно содержание песен представляется ему наиболее важным: «Я стараюсь находить темы, затрагивающие повседневную жизнь молодых людей, темы, которые их действительно волнуют».
Большая часть текстов Tokio Hotel изначально писалась на немецком языке. На пике популярности группы поклонники начали массово изучать немецкий язык. Группа даже получила специальную благодарность от Института имени Гёте за вклад в популяризацию родного языка среди германской и мировой общественности.
Однако ко многим песням пишутся и англоязычные версии.
Студийный альбом 2014 года «Kings of Suburbia» вышел только на английском языке.
3 марта 2017 года группа выпустила альбом «Dream Machine» на английском языке. На данный момент, группа полностью перешла на англоязычные тексты песен.
8 октября 2020 года коллектив выпустил ремейк "Durch den Monsun", назвав его "Durch den Monsun 2020". Спустя долгое время это первая песня на немецком языке.

## Книги
- 2007 — Михаэль Фукс-Гамбек, Торстен Шац — Tokio Hotel: Как можно громче! / Tokio Hotel: So laut du Kannst! — СПб.: «Амфора», 2007 г., ISBN 978-5-367-00535-6.
- 2008 — Михаэль Фукс-Гамбек, Торстен Шац — Tokio Hotel. Как можно громче! (аудиокнига MP3) / Tokio Hotel: So laut du Kannst! — СПб.: «Амфора медиа», 2008 г., ISBN AM 100-08.
- 2021 — Билл Каулитц выпустил собственную книгу Career Suicide: Die ersten dreißig Jahre / «Карьерное самоубийство. Мои первые 30 лет». Ullstein Verlag, ISBN 9783550201394

## Компьютерные программы
- 2008 — Интуитивный немецкий: Уроки с Tokio Hotel. (мультимедийный курс изучения немецкого языка) — Издатель: MagnaMedia Developer; Разработчик: MagnaMedia Developer
- В 2006 и 2009 годах Билл Каулитц озвучивал Артура для немецкой версии мультфильма Артур и Минипуты

## Прочее
В 2009 году Tokio Hotel приняли участие в благотворительной акции «Мода против СПИДа».
Группа известна своей любовью к животным. Близнецы Билл и Том являются вегетарианцами и не носят меха. В 2010 году братья приняли участие в фотосессии для PETA, ведущую борьбу за права животных.
В январе 2010 года солист Билл Каулитц принял участие в качестве модели на показе модной марки Dsquared2.
В этом же году Том Каулитц, приверженец стиля «хип-хоп», участвовал в рекламной кампании для Reebok.
Также близнецы украсили обложу октябрьского номера журнала «Vogue L’Uomo» и снялись в рекламе автомобильной марки Audi.
Братья Каулитц были судьями на 10-м юбилейном сезоне популярного в Германии шоу талантов «Deutschland sucht den Superstar».
В 2017 году Tokio Hotel выпустили документальный фильм «Tokio Hotel: Hinter die Welt» об их нелегком пути к славе и о том, к чему он их привел.

## Дискография

### Студийные альбомы
Как «Devilish»
| Название | Информация                                                                |
| -------- | ------------------------------------------------------------------------- |
| Devilish | - Релиз: 2003 - Лейбл: Devilish Music - Формат: CD • Цифровая дистрибуция |

Как «Tokio Hotel»

### На немецком языке
| Название                  | Информация                                                                            |
| ------------------------- | ------------------------------------------------------------------------------------- |
| Schrei                    | - Релиз: 19 сентября 2005 - Лейбл: Island Records - Формат: CD • Цифровая дистрибуция |
| Zimmer 483                | - Релиз: 23 февраля 2007 - Лейбл: Island Records - Формат: CD • Цифровая дистрибуция  |
| Humanoid (German Version) | - Релиз: 6 октября 2009 - Лейбл: Universal - Формат: CD • Цифровая дистрибуция        |

### На английском языке
| Название                   | Информация                                                                                         |
| -------------------------- | -------------------------------------------------------------------------------------------------- |
| Scream                     | - Релиз: 1 июня 2007 - Лейбл: Universal - Формат: CD • Цифровая дистрибуция                        |
| Humanoid (English Version) | - Релиз: 2 октября 2009 - Лейбл: Universal - Формат: CD • Цифровая дистрибуция                     |
| Kings of Suburbia          | - Релиз: 3 октября 2014 - Лейбл: Universal - Формат: CD • Цифровая дистрибуция • Винил             |
| Dream Machine              | - Релиз: 3 марта 2017 - Лейбл: Starwatch Entertainment - Формат: CD • Цифровая дистрибуция • Винил |
| 2001                       | - Релиз: 18 ноября 2022 - Лейбл: Epic - Формат: CD • Цифровая дистрибуция • Винил                  |

### Мини-альбомы
| Название                  | Информация                                                                               |
| ------------------------- | ---------------------------------------------------------------------------------------- |
| Der letzte Tag – EP       | - Релиз: 1 января 2006 - Лейбл: Universal - Формат: Цифровая дистрибуция                 |
| World Behind My Wall – EP | - Релиз: 29 марта 2010 - Лейбл: Universal - Формат: Цифровая дистрибуция                 |
| Feel It All – EP          | - Релиз: 27 марта 2015 - Лейбл: Universal - Формат: CD • Цифровая дистрибуция            |
| Boy Don't Cry – EP        | - Релиз: 20 октября 2017 - Лейбл: Starwatch Entertainment - Формат: Цифровая дистрибуция |

### Сборники
| Название                             | Информация                                                                           |
| ------------------------------------ | ------------------------------------------------------------------------------------ |
| Best Of Tokio Hotel (German Version) | - Релиз: 13 декабря 2010 - Лейбл: Universal - Формат: CD • Цифровая дистрибуция      |
| Best Of (English Version)            | - Релиз: 14 декабря 2010 - Лейбл: Universal - Формат: CD • Цифровая дистрибуция      |
| Darkside Of The Sun                  | - Релиз: 2 февраля 2011 - Лейбл: Universal Japan - Формат: CD • Цифровая дистрибуция |

### LIVE-альбомы
| Название                    | Информация                                                                                     |
| --------------------------- | ---------------------------------------------------------------------------------------------- |
| Zimmer 483 – Live In Europe | - Релиз: 30 ноября 2007 - Лейбл: Island Records - Формат: CD • Цифровая дистрибуция            |
| Humanoid City Live          | - Релиз: 20 июля 2010 - Лейбл: Stunner Records (Universal) - Формат: CD • Цифровая дистрибуция |

### Официальные синглы
| Год  | Сингл                                         | Альбом            |
| ---- | --------------------------------------------- | ----------------- |
| 2005 | «Durch den Monsun»                            | Schrei            |
| 2005 | «Schrei»                                      | Schrei            |
| 2006 | «Rette mich»                                  | Schrei            |
| 2006 | «Der letzte Tag»                              | Schrei            |
| 2007 | «Übers Ende der Welt»                         | Zimmer 483        |
| 2007 | «Spring Nicht»                                | Zimmer 483        |
| 2007 | «Monsoon»                                     | Scream            |
| 2007 | «An Deiner Seite (Ich Bin Da)»                | Zimmer 483        |
| 2007 | «Ready, Set, Go!»                             | Scream            |
| 2007 | «Scream»                                      | Scream            |
| 2008 | «Don’t Jump»                                  | Scream            |
| 2009 | «Automatisch» / «Automatic»                   | Humanoid          |
| 2010 | «World Behind My Wall» / «Lass Uns Laufen»    | Humanoid          |
| 2010 | «Mädchen Aus Dem All» / «Hurricanes and Suns» | Best Of           |
| 2014 | «Love Who Loves You Back»                     | Kings of Suburbia |
| 2015 | «Feel It All»                                 | Kings of Suburbia |
| 2016 | «What If»                                     | Dream Machine     |
| 2017 | «Boy Don't Cry»                               | Dream Machine     |
| 2019 | «Melancholic Paradise»                        | без альбома       |
| 2019 | «When It Rains It Pours»                      | без альбома       |
| 2019 | «Chateau»                                     | без альбома       |
| 2020 | «Durch den Monsun 2020»                       | 2001              |
| 2020 | «Berlin» (feat. VVAVES)                       | 2001              |
| 2021 | «White Lies» (совместно с VIZE)               | 2001              |
| 2021 | «Here Comes The Night»                        | 2001              |
| 2022 | «Bad Love»                                    | 2001              |
| 2022 | «HIM»                                         | 2001              |
| 2022 | «When We Were Younger»                        | 2001              |

### Промосинглы
| Год  | Сингл                                 | Альбом              |
| ---- | ------------------------------------- | ------------------- |
| 2007 | «Wir Schließen Uns Ein»               | Zimmer 483          |
| 2007 | «By Your Side»                        | Scream              |
| 2008 | «1000 Oceans»                         | Scream              |
| 2009 | «Darkside of the Sun»                 | Humanoid            |
| 2010 | «1000 Meere»                          | Best Of Tokio Hotel |
| 2014 | «Run, Run, Run»                       | Kings of Suburbia   |
| 2014 | «Girl Got a Gun»                      | Kings of Suburbia   |
| 2017 | «Something New»                       | Dream Machine       |
| 2017 | «Easy»                                | Dream Machine       |
| 2021 | «Behind Blue Eyes» (совместно с VIZE) | без альбома         |
| 2022 | «Happy People» (feat. Daði Freyr)     | 2001                |

### Как приглашённый артист
| Год  | Сингл                | Основной артист | Альбом           |
| ---- | -------------------- | --------------- | ---------------- |
| 2021 | «Sorry Not Sorry»    | Badchieff       | Chieff Loves You |
| 2022 | «Fahr mit mir (4x4)» | Kraftklub       | Kargo            |

### Видеоальбомы
- 2005 — «Leb die Sekunde — Behind The Scenes»
- 2006 — «Schrei Live»
- 2007 — «Zimmer 483 — Live in Europe»
- 2008 — «Tokio Hotel TV — Caught On The Camera»
- 2010 — «Welcome to Humanoid City»